# 노매드 (1986년 영화)
《유목민들》(영어: Nomads)은 미국에서 제작된 존 맥티어넌 감독의 1986년 공포 영화이다. 피어스 브로스넌, 레슬리앤 다운 등이 출연하였고, 엘리엇 캐스트너 등이 제작에 참여하였다.
출시명은 노매드이다.

## 출연
- 피어스 브로스넌
- 레슬리앤 다운
- 애나 마리아 몬티첼리
- 애덤 앤트
- 메리 워로노프
- 니나 포시
- 프랜시스 베이
- 프랭크 더블데이
- 헥터 머카도

## 기타 제작진
- 미술: 마샤 하인즈